# Solltorpsgrottan

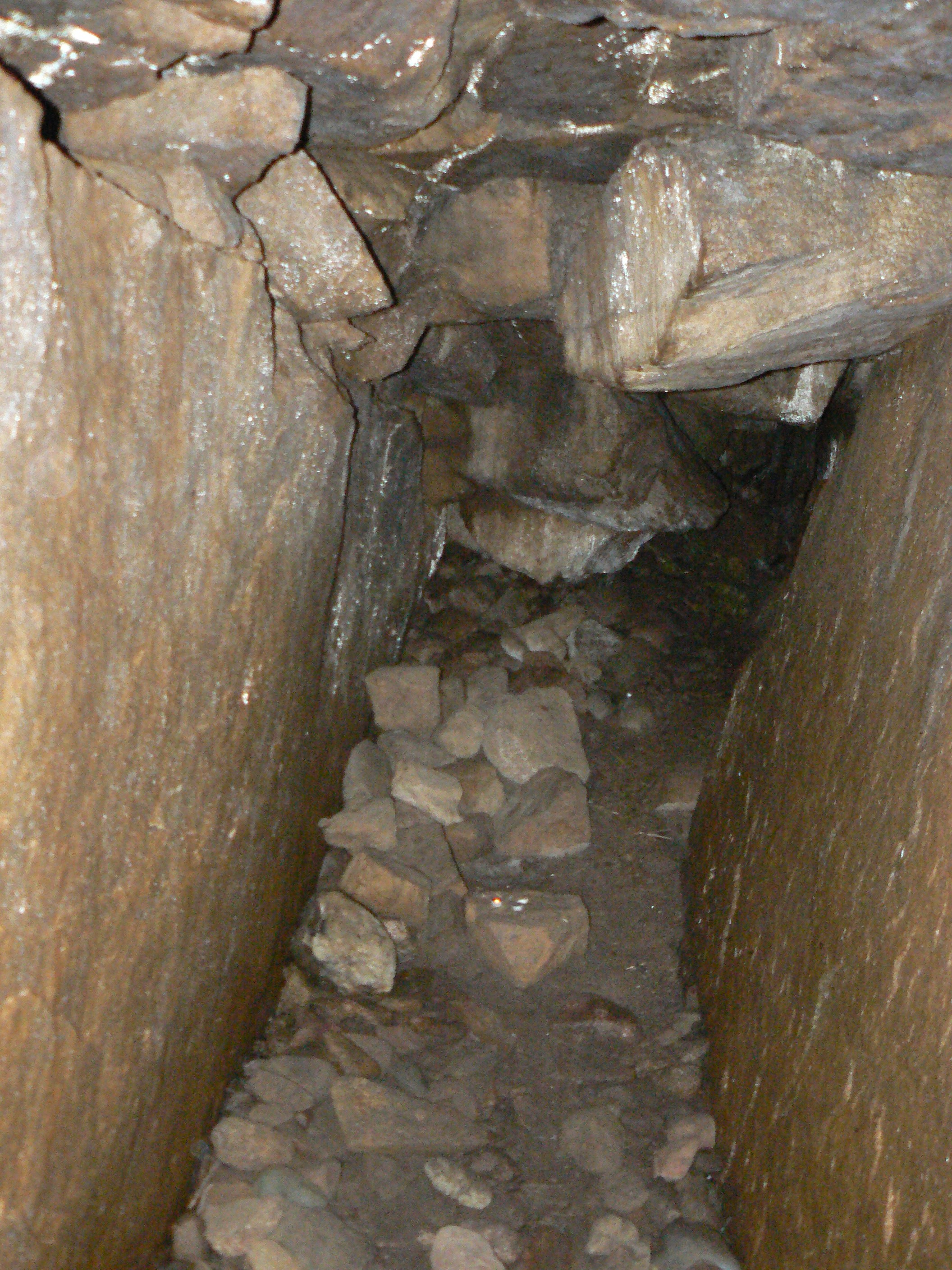
Nere i Solltorpsgrottan

Solltorpsgrottan är en urbergsgrotta (sprickgrotta) 3,5 km norr om Ulrika i Linköpings kommun. Grottan har två besvärliga ingångar, varav den största är ett tre meter djupt lodrätt hål i marken. Där hänger 2008 ett rep som underlättar klättringen. Mellan ingångarna löper en rymlig grottkorridor med ca 2,5 meter i takhöjd. Solltorpsgrottan har i likhet med de 8 km österut belägna Trollegatergrottorna bildats genom att berget spruckit av spänningar i samband med inlandsisens tillbakadragande.
Solltorpsgrottan ligger nära länsväg 610 mellan Ulrika och Lövingsborg. På den vägen går också Östgötaleden, som har en skyltad sidogren ut till grottan. I ett mindre skogsparti på motsatt sida vägen ligger Trevåningsgrottan.        